# Sodexo
Sodexo (wcześniej Sodexho Alliance) – francuska korporacja międzynarodowa założona w 1966 roku przez Pierre’a Bellona. Specjalizuje się w usługach żywieniowych, obsłudze nieruchomości oraz w usługach motywacyjnych.

## Historia
W 1966 roku Pierre Bellon założył firmę pod nazwą „Sodexho” (skrót od fr. Société d’Exploitation Hôtelière). W roku 2000 nazwa firmy została zmieniona na „Sodexho Alliance” w konsekwencji trzech przejęć firm zagranicznych (Gardner Merchant w USA, Partena w krajach skandynawskich oraz Marriott Management Services w Ameryce Północnej). Słowo „Alliance” zostało usunięte z nazwy w 2006, a w 2008 Sodexho zmienia pisownię, decydując się na uproszczone „Sodexo”.
Pierre Bellon rozpoczął działalność firmy w 1966 od zainstalowania kuchenki w magazynie rodzinnej firmy produkującej konserwy w Marsylii. Rok później firma rozpoczęła świadczenie usług outsourcingowych dla rządowej agencji kosmicznej (Centre National d'Études Spatiales, CNES) z siedzibą w Gujanie Francuskiej – tworząc tym samym segment Remote Sites, czyli usług świadczonych w odległych placówkach. Lata 1971-78 to kroki ku ekspansji międzynarodowej i dywersyfikacji. Sodexo otwarło przedstawicielstwa w Belgii, a następnie we Włoszech i Hiszpanii. W latach 70. Sodexo rozwijało segment usług Remote Sites – najpierw w Afryce, a następnie na Bliskim Wschodzie. W tym samym okresie firma wdraża usługi związane z kartami i kuponami podarunkowymi. 
W 1983 Sodexo weszło na paryską giełdę. W latach 1985–93 Grupa Sodexo otworzyła oddziały w obu Amerykach, Rosji, Afryce Południowej oraz krajach Europy Środkowo-Wschodniej. W 1993 roku Sodexo (On-site Services) rozpoczęło swoją działalność w Polsce. W 1996 roku, po przejęciu firmy Cardàpio (kupony i karty podarunkowe), Sodexo weszło na rynek brazylijski. W 1998 rozpoczęto świadczenie usług motywacyjnych w Polsce (Sodexo Benefits and Rewards Services). W 2005 Michel Landel został dyrektorem generalnym Grupy, a Pierre Bellon – przewodniczącego zarządu.

## Działalność
Firma świadczy usługi dwojakiego rodzaju: dla nieruchomości oraz motywacyjne.
Usługi dla nieruchomości (Sodexo On-site Services) dotyczą obsługi technicznej, administracji budynków, zarządzania projektami i przeprowadzkami, zarządzania energią, utrzymania czystości i terenów zielonych, usług concierge, usługi pocztowe i zarządzania dokumentacją, obsługa sal konferencyjnych, usługi żywieniowe, ochrona, itp. Usługi adresowane są do firm, urzędów, placówek publicznych i organizacji.
Usługi motywacyjne (Sodexo Benefits and Rewards Services) prowadzone są w zakresie motywacji pracowników oraz budowania lojalności partnerów biznesowych i klientów. Sodexo Benefits and Rewards Services oferuje systemy do zarządzania świadczeniami pozapłacowymi i wsparcia sprzedaży.
Firma zatrudnia 420 000 pracowników w 80 krajach i zajmuje 18. pozycję wśród największych pracodawców świata. W Polsce działa poprzez dwie warszawskie spółki z o.o. – Sodexo Polska (od 1993) oraz Sodexo Benefits and Rewards Services Polska (od 1998).
Grupa Sodexo w 2014 roku odnotowała skonsolidowany przychód w wysokości 18 mld euro. Skonsolidowane przychody netto w latach 2009-2014 wzrosły średnio o 4,7 proc. na rok, natomiast zysk z działalności operacyjnej wzrósł średnio o 10,2 proc. na rok.

## Kalendarium
- 1966 – Pierre Bellon rozpoczął swoją działalność od zainstalowania kuchenki w magazynie rodzinnej firmy produkującej konserwy, nieopodal nabrzeża w Marsylii.
- 1968 – Początek ekspansji: rozpoczęcie działalności w Paryżu.
- 1975 – Rozpoczęcie działalności na Bliskim Wschodzie. Otwarcie nowego segmentu działalności – Remote Sites, czyli usług świadczonych w odległych placówkach, takich jak platformy wiertnicze. Rozwój usług nieżywieniowych.
- 1978 – Rozpoczęcie świadczenia usług związanych z kartami i kuponami (start usług kuponowych w Belgii i Niemczech)
- 1985-1993 – Rozwój w sektorze służby zdrowia na rynku amerykańskim i wprowadzenie w życie oferty dla tego segmentu (Global Hospitality)
- 1993 – Sodexho rozpoczyna swoją działalność w Polsce w zakresie usług dla nieruchomości i usług żywieniowych (obecnie: Sodexo On-site Services).
- 1998 – W Stanach Zjednoczonych firmy Sodexho i Marriott Management Services łączą siły, tworząc nowy podmiot – Sodexho Mariott Services.
- 1998 – Sodexho rozpoczyna swoją działalność w Polsce w zakresie rozwiązań motywacyjnych (obecnie: Sodexo Benefits and Rewards Services)
- 2000 – Po trzech latach partnerstwa firma Universal Services oraz Grupa Sodexho Alliance łączą działalność w zakresie Remote Sites i tworzą Universal Sodexho.
- 2008 – Sodexho Alliance zostaje przekształcone w Grupę Sodexo.
- 2009 – Zmiana nazwy z Sodexho Alliance do prostego Sodexo. Powodem usunięcia litery 'h' z nazwy było to, iż w niektórych językach 'h' następujące po literze 'x' jest trudne do wymówienia. Nowy logotyp firmy.
- 2010 – zmiana nazwy marki Sodexo Pass Polska na Sodexo Motivation Solutions; Sodexo Polska zmienia się w Sodexo On-site Service Solutions
- 2013 – Sodexo Motivation Solutions zmienia się w Sodexo Benefits and Rewards Services Polska Sp. z o.o.
- 2016 – córka Pierre’a Bellona – Sophie – zastępuje ojca na stanowisku przewodniczącego Rady Dyrektorów

## Nagrody i wyróżnienia
W 1999 Sodexho otrzymało międzynarodowe i amerykańskie nagrody za swoją działalność w zakresie akcji „Stop Hunger”. Na polskim rynku firma otrzymała tytuł Business Superbrands oraz nagrodę Złota Jakość Roku. W 2014 Sodexo Benefits and Rewards Services Polska zostało wyróżnione certyfikatem Aon Hewitt Best Employer dla najlepszego pracodawcy.